# Họ Bổ củi
Họ Bổ củi (danh pháp khoa học: Elateridae) là một họ bọ cánh cứng.

## Các chi đặc trưng

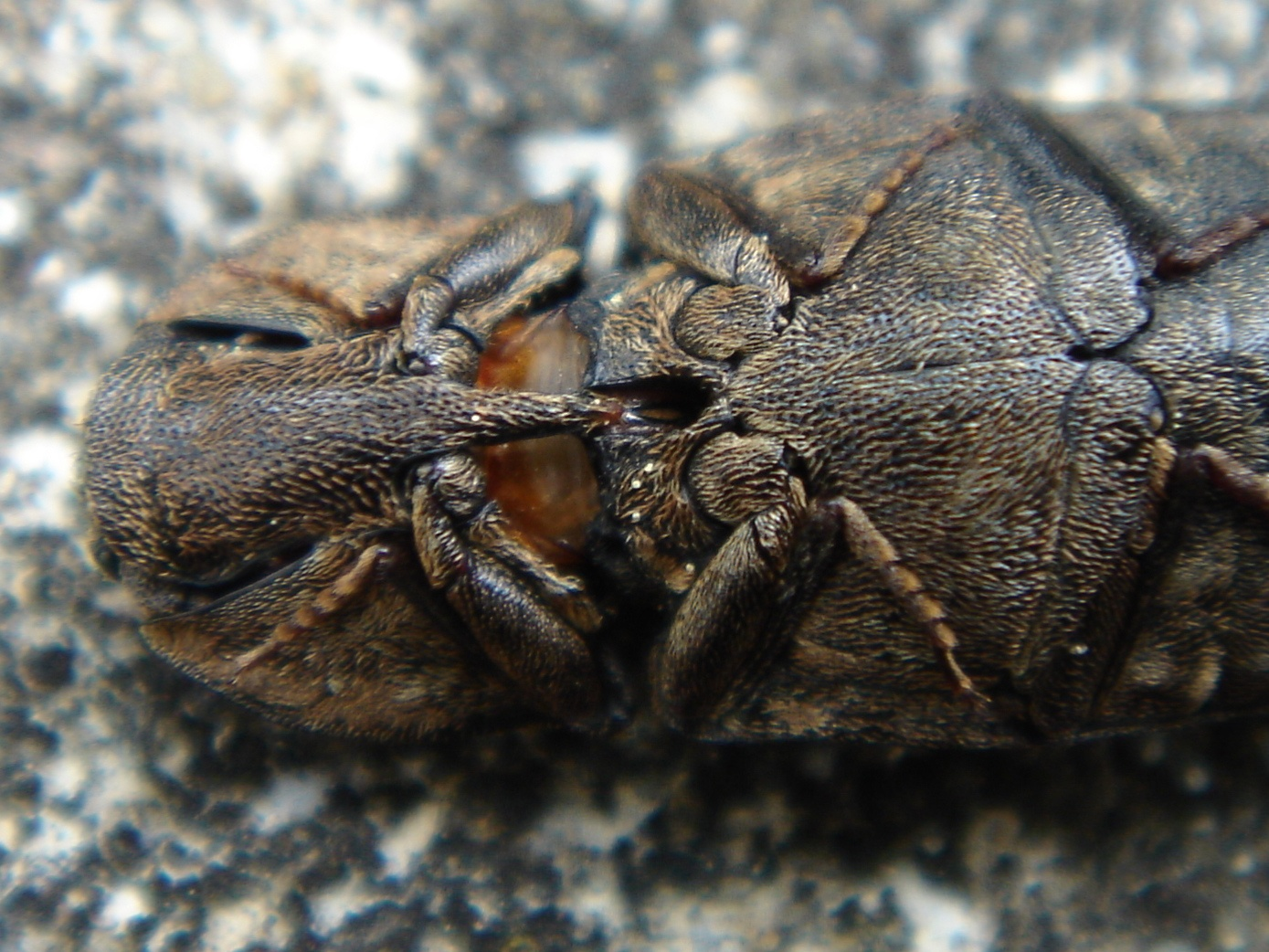
Adelocera murina nằm ngửa

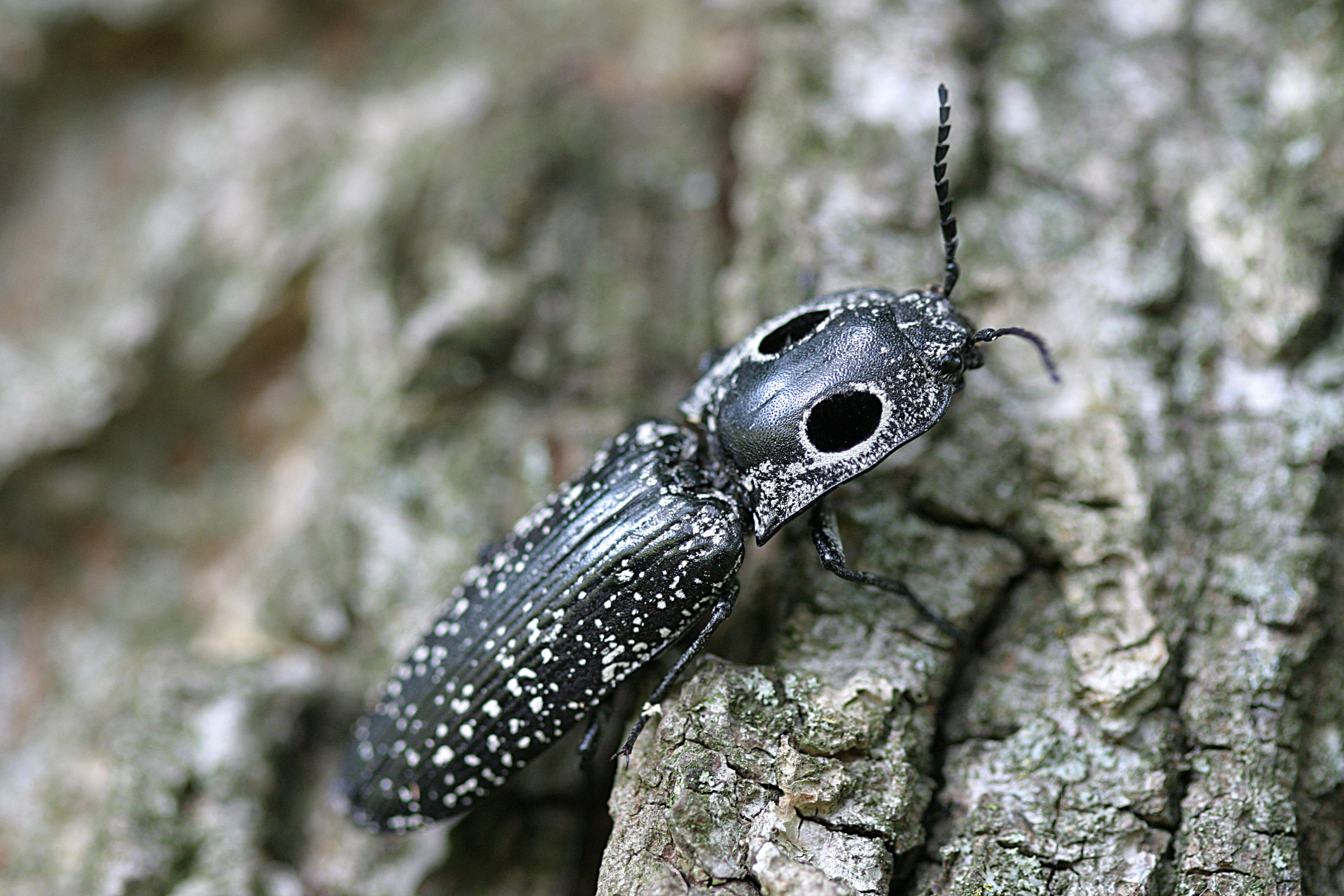
Bổ củi mắt Alaus oculatus

- Actenicerus
- Adelocera
- Adrastus
- Aeoloderma
- Aeoloides
- Aeolus
- Agriotes
- Agrypnus
- Alaus
- Ampedus
- Anchastus
- Anostirus
- Aplotarsus
- Athous
- Berninelsonius
- Betarmon
- Brachygonus
- Brachylacon
- Calambus
- Cardiophorus
- Chalcolepidus
- Cidnopus
- Conoderus
- Craspedostethus
- Crepidophorus
- Ctenicera
- Dacnitus
- Dalopius
- Danosoma
- Denticollis
- Diacanthous
- Dicronychus
- Dima
- Drasterius
- Eanus
- Ectamenogonus
- Ectinus
- Elater
- Elathous
- Eopenthes
- Fleutiauxellus
- Haterumelater
- Hemicleus
- Hemicrepidius
- Heteroderes
- Horistonotus
- Hypnoidus
- Hypoganus
- Hypolithus
- Idolus
- Idotarmonides
- Ischnodes
- Isidus
- Itodacne
- Jonthadocerus
- Lacon
- Lanelater
- Limoniscus
- Limonius
- Liotrichus
- Megapenthes
- Melanotus
- Melanoxanthus
- Metanomus
- Mulsanteus
- Negastrius
- Neopristilophus
- Nothodes
- Oedostethus
- Orithales
- Paracardiophorus
- Paraphotistus
- Peripontius
- Pheletes
- Pittonotus
- Pityobius
- Plastocerus
- Podeonius
- Porthmidius
- Procraerus
- Prodrasterius
- Prosternon
- Pseudanostirus
- Pyrophorus
- Quasimus
- Reitterelater
- Selatosomus
- Sericus
- Simodactylus
- Spheniscosomus
- Stenagostus
- Synaptus
- Tetrigus
- Zorochros